# (18579) Duongtuyenvu
(18579) Duongtuyenvu (1997 XY6) – planetoida z grupy pasa głównego asteroid okrążająca Słońce w ciągu 4,2 lat w średniej odległości 2,6 j.a. Odkryta 5 grudnia 1997 roku.